# Liste von deutschen Astronomen der Frühen Neuzeit
Die folgende Tabelle erfasst Astronomen der Frühen Neuzeit, also vom Ende des Mittelalters bis zum Ende des 18. Jahrhunderts, mit Wirkungsschwerpunkt im deutschen Sprachgebiet.
Die voreingestellte Sortierung erfolgt chronologisch nach Todesjahr.
| Name                                  | geboren                | gestorben      | Bemerkungen |
| ------------------------------------- | ---------------------- | -------------- | --- |
| 15. Jahrhundert                       |                        |                | |
| Georg Muestinger                      | vor 1400               | 1442           | Augustinerpropst in Stift Klosterneuburg; Freund und Schüler von Johannes von Gmunden |
| Johannes von Gmunden                  | um 1380                | 1442           | Professor für Physik in Wien; Planetentafeln und Kalender |
| Laurentius von Ratibor                | 1381                   | 1448           | Professor in Krakau und polnischer Hofastronom; Voraussage einer Sonnenfinsternis für 1433 |
| Georg von Peuerbach                   | 1423                   | 1461           | Wegbereiter des kopernikanischen Weltbilds; baute innovative Messinstrumente; erster Universitätsprofessor für Astronomie |
| Friedrich Amann                       |                        | 1464 oder 1465 | Benediktiner in St. Emmeram in Regensburg; Verfasser astronomischer Schriften |
| Regiomontanus                         | 1436                   | 1476           | erste wissenschaftliche Beschreibung eines Kometen; Reformator des Julianischen Kalenders; Ephemeriden und Tafeln der Sonnendeklination |
| Johannes Canter                       | 1424                   | 1497           | Humanist und Astronom in Groningen; Hofastrologe des deutschen Kaisers Friedrich III. |
| 16. Jahrhundert                       |                        |                | |
| Bernhard Walther                      | 1430                   | 1504           | Schüler, Gönner und Nachfolger von Regiomontanus; astronomischer Beobachter in Nürnberg |
| Johannes Engel                        | vor 1463               | 1512           | Professor in Ingolstadt; Korrekturen der Alfonsinischen Tafeln |
| Andreas Stiborius                     | um 1464                | 1515           | Universitätslehrer in Wien; Gutachten zur Kalenderreform |
| Marcus Schinnagel                     | um 1448                | nach 1520      | Astrologe und Verfasser des Textes eines repräsentativen säkularen Pentaptychons |
| Johannes Werner                       | 1468                   | 1522           | Nürnberger Pfarrer; Beobachter und Instrumentenbauer; Arbeit zur Präzession der Äquinoktien |
| Heinrich Schreiber                    | 1492                   | 1525           | Schriften über Rechenkunst und Astronomie |
| Johannes Stöffler                     | 1452                   | 1531           | Hersteller von Instrumenten und Himmelsgloben; Verfasser eines Almanachs; Professor für Astronomie in Tübingen |
| Paul von Middelburg                   | 1445                   | 1534           | Vorschläge zur Kalenderreform |
| Wilhelm Haller von Hallerstein        | 1478                   | 1534           | |
| Georg Tannstetter                     | 1482                   | 1535           | Universitätslehrer in Wien; Gutachten zur Kalenderreform, Editor astronomischer Werke und Tabellen |
| Johannes Carion                       | 1499                   | 1537           | Erster Hofastronom Preußens, Astrologe, Mathematiker und Historiker |
| Johannes Virdung                      | 1463                   | 1538 oder 1539 | Astrologe; Verfasser der Tabulae resolutae, eines Tafelwerkes |
| Albertus Pighius                      | um 1490                | 1542           | katholischer Theologe; Schriften zur Astrologie und Kalenderreform |
| Nikolaus Kopernikus                   | 1473                   | 1543           | Verfasser von De revolutionibus orbium coelestium, worin er ein heliozentrisches Weltbild vertrat |
| Lüder Reventlow                       | um 1470                | 1546           | Astrologe |
| Johannes Schöner                      | 1477                   | 1547           | Nürnberger Astronom; Herausgeber der Beobachtungen von Bernard Walther und Regiomontanus |
| Jakob Ziegler                         | um 1470                | 1549           | Kommentar zum zweiten Band der Naturalis historia des Plinius |
| Johannes Vögelin                      | vor 1500               | 1549           | Professor für Mathematik und Astronomie in Wien; Schriften über Kometen |
| Nicolaus Kratzer                      | 1487                   | 1550           | Hofastronom des englischen Königs Heinrich VIII. |
| Erasmus Reinhold                      | 1511                   | 1553           | Verfechter und Weiterentwickler des kopernikanischen Weltbilds |
| Johann Dryander                       | 1500                   | 1560           | Verfasser von Astrolabii canones brevissimi und weiteren Lehrbüchern zur Verwendung astronomischer Instrumente |
| Johannes Hommel                       | 1518                   | 1562           | Professor in Leipzig |
| Johannes Acronius Frisius             | verm. 1520             | 1564           | Professor in Basel |
| Johann Scheubel                       | 1494                   | 1570           | Professor in Tübingen |
| Georg Joachim Rheticus                | 1514                   | 1574           | Professor in Wittenberg; Schüler von Kopernikus |
| Cyprian von Leowitz                   | 1524                   | 1574           | Astrologe und Hofastronom des pfälzischen Kurfürsten Ottheinrich in Lauingen; Verfasser von Ephemeriden (Ephemeridum novum atque insigne opus ab anno 1556 ad annum 1606)                                                                                |
| Hieronymus Lauterbach                 | 1531                   | 1577           | Professor in Wien und steirischer Landschaftsmathematikus in Graz |
| Cornelis Gemma                        | 1535                   | 1577           | Sohn von Gemma R. Frisius; astrologische Schriften; Gutachten zur Kalenderreform |
| Erasmus Oswald Schreckenfuchs         | 1511                   | 1575           | Commentaria in novas theoricas planetarum Georgii Purbachii (1556) |
| Paul Wittich                          | um 1546                | 1586           | Mitarbeiter von Tycho Brahe und Astronom des Landgrafen Wilhelm IV. (Hessen-Kassel) von Hessen-Kassel |
| Andreas Schöner                       | 1528                   | 1590           | Sohn von Johannes Schöner; Herausgeber von dessen Werken und Werken des Regiomontanus; Schriften über Gnomonik |
| Victorin Schönfeld                    | 1525                   | 1591           | Prognosticon astrologicum auf die Revolutiones und Zuhauffungen der Planeten (1562) |
| Heinrich Brucaeus                     | 1530                   | 1593           | Professor in Rostock |
| Georg Stadius                         | um 1550                | 1593           | steirische Landschaftsmathematikus und Professor in Graz; Verfasser von Kalendern und Ephemerides astronomicae |
| Pieter Dirkszoon Keyser               | 1540                   | 1596           | niederländischer Navigator; erstellte einen Sternkatalog des südlichen Himmels und benannte 12 neue Sternbilder |
| Nicolaus Reimers                      | 1551                   | 1600           | Übersetzer des Hauptwerks von Nikolaus Kopernikus; Hofastronom von Rudolf II. in Prag |
| Thaddaeus Hagecius                    | 1525                   | 1600           | Professor für Mathematik und Astronomie in Prag; Untersuchung der Planetenbewegung und Kometenforschung; Beobachtung der Supernova 1572 |
| Christoph Rothmann                    | zwischen 1550 und 1560 | verm. um 1600  | erstellte für Wilhelm IV. von Hessen-Kassel den Kasseler Sternkatalog, der aber unvollendet blieb |
| 17. Jahrhundert                       |                        |                | |
| Tycho Brahe                           | 1546                   | 1601           | ließ Sternwarten auf der Ostseeinsel Hven erbauen; beschrieb die Supernova 1572; seine Beobachtungen waren Grundlage von Keplers Rudolphinischen Tafeln; schlug ein Tychonisches Weltmodell als Kompromiss zwischen geo– und heliozentrischem Modell vor |
| Andreas Rosa                          | 1530                   | 1602           | Astronom in Schweinfurt, Schleusingen und Amberg |
| David Gans                            | 1541                   | 1613           | jüdischer Astronom in Prag |
| Jakob Christmann                      | 1554                   | 1613           | Orientalist; Übersetzer des Farghani |
| Bartholomäus Scultetus                | 1540                   | 1614           | Bau von Sonnenuhren; protestantischer Befürworter der Gregorianischen Kalenderreform |
| Johann Richter                        | 1537                   | 1616           | Professor in Wittenberg und Altdorf; Instrumentbauer; De cometis (1578) |
| David Fabricius                       | 1564                   | 1617           | entdeckte die Veränderlichkeit des Sternes Mira; Vater von Johann Fabricius |
| Johann Fabricius                      | 1587                   | 1617           | Mitentdecker der Sonnenflecken |
| Titus von Popma                       | vor 1550               | 1620           | friesischer Astronom; Tabellenwerke |
| Isaak Habrecht                        | 1544                   | 1620           | Verfasser von Kalendern; Hersteller von Himmelsgloben |
| Kaspar Uttenhofer                     | vor 1500               | 1621           | Nürnberger Astronom; Schriften zu Gnomonik und Kometen |
| Simon Marius                          | 1573                   | 1625           | Hofstronom in Ansbach; Streit mit Galilei wegen Priorität bei der Entdeckung der vier großen Jupitermonde (Mundus Iovialis 1614) |
| Johann Bayer                          | 1572                   | 1625           | erstellte den Himmelsatlas Uranometria (1603); führte die Bayer-Bezeichnungen mit griechischen und lateinische Buchstaben ein |
| Petrus Saxonius                       | 1591                   | 1625           | Professor in Altdorf; Untersuchung über Sonnenflecken |
| Johann Caspar Odontius                | 1580                   | 1626           | Schüler Keplers; „Nürnbergischer Astronomus“; Eigentliche und gründtliche Beschreibung des im November und Dezember erschienenen Cometen im 1618. Jahr Christi                                                                                           |
| Julius Schiller                       | vor 1500               | 1627           | zusammen mit Johann Bayer Verfasser des Coelum Stellatum Christianum, eines christlichen Sternenatlas |
| David Origanus                        | 1558                   | 1628           | Novae motuum coelestium ephemerides Brandenburgicae (1609) |
| Johannes Kepler                       | 1571                   | 1630           | entdeckte die Gesetze der Planetenbewegung; De Stella nova in pede serpentarii über die Supernova 1604; Schriften zur Optik |
| Johannes Schreck                      | 1576                   | 1630           | jesuitischer Missionar in China; Übersetzer astronomischer Texte; mit der Reform des chinesischen Kalenders beauftragt |
| Michael Mästlin                       | 1550                   | 1631           | Freund und Lehrer von Johannes Kepler; Verfechter des kopernikanischen Weltbildes; erkannte, dass Kometen keine sublunaren Phänomene sind; korrekte Erklärung des Erdscheins                                                                             |
| Johan Philip Lansberg                 | 1561                   | 1632           | Tabulae motuum coelestium perpetuae (1632) |
| Ambrosius Rhode                       | 1577                   | 1633           | Professor in Wittenberg; Lehrbuch der Optik |
| Jacob Bartsch                         | 1600                   | 1633           | Usus astronomicus planisphaerii stellati (Sternkarten, 1624) |
| Daniel Mögling                        | 1596                   | 1635           | Hofastronom Philipps III. von Hessen-Butzbach; Rosenkreuzer |
| Christoph Grienberger                 | 1561                   | 1636           | Jesuit am Collegium Romanum; entwickelte die deutsche Montierung für Fernrohre; Schriften zur Optik |
| Peter Crüger                          | 1580                   | 1639           | Astronom in Danzig; De hypothetico systemate coeli (1615), Uranodromus cometicus (1619), Cupediae astrosophiae (1630) |
| Christoph Scheiner                    | 1573                   | 1650           | Optiker und Astronom in Ingolstadt; Mitentdecker der Sonnenflecken |
| Johann Holwarda                       | 1618                   | 1651           | Untersuchungen zu veränderlichen Sternen; Dissertatio astronomica (1640) |
| Jacob Fabricius                       | 1576                   | 1652           | Schüler von Tycho Brahe |
| Johann Baptist Cysat                  | 1586                   | 1657           | Schüler von Christoph Scheiner; Professor in Universität Luzern |
| Philipp Müller                        | 1585                   | 1659           | Professor in Leipzig |
| Elias von Löwen                       | 1602                   | 1661           | verfasste Kalenderschriften |
| Andreas Goldmayer                     | 1602                   | 1665           | Astronom und Astrolog in Nürnberg; Harmonische ewig währende astronomische Tafeln des Laufes der Sonne und des Mondes (1639) |
| Maria Cunitz                          | 1610                   | 1664           | Urania Propitia (Tafelwerk, 1650) |
| Oswald Krüger                         | 1598                   | 1665           | Theoremata et problemata ex Optica, Geometria, Astronomia, Sphaera elementari, Computo ecclesiastico (1633) |
| Adam Schall von Bell                  | 1592                   | 1666           | jesuitischer Missionar in China; verfasste astronomische Schriften auf Chinesisch |
| Christoph Notnagel                    | 1607                   | 1666           | Professor in Wittenberg |
| Philipp Eckebrecht                    | 1594                   | 1667           | Nürnberger Kaufmann und Astronom |
| Abdias Trew                           | 1597                   | 1669           | Professor in Altdorf |
| Johannes Hecker                       | 1625                   | 1675           | Aufruf zum Beobachten des von ihm berechneten Merkurtransits vom 6. Mai 1674 (erster derartiger Aufruf) |
| Caspar Marche                         | 1629                   | 1677           | Untersuchungen zu Sonnen- und Mondfinsternissen |
| Daniel Lagus                          | 1618                   | 1678           | Theoretatum uranographicorum pentas quarta (1640) |
| Daniel Lipstorp                       | 1631                   | 1684           | Copernicus redivivus (1653) |
| Peter Megerlin                        | 1623                   | 1686           | Arbeiten zur Chronologie und über Kometen; Astrologe |
| Johannes Hevelius                     | 1611                   | 1687           | Selenograph (Selenographia 1647); Entdecker der Libration; Kometenentdecker |
| Nicolaus Mercator                     | 1620                   | 1687           | Schriften zur Kalenderverbesserung und sphärischen Astronomie |
| Manuel Bocarro Francês                | 1588 oder 1593         | 1688           | jüdischer Arzt und Astrologe; Schriften über Kometen |
| Georg Samuel Dörffel                  | 1643                   | 1688           | Astronomische Beobachtung des großen Cometen, welcher A. 1680 und 1681 erschienen (1681) |
| Stephan Spleiss                       | 1623                   | 1693           | Beiläufftiger Bericht Von dem jezigen Cometsternen (1664) |
| Johann Jacob Zimmermann               | 1644                   | 1693           | Scriptura Sacra Copernizans (1690) |
| Elisabeth Hevelius                    | 1647                   | 1693           | Ehefrau von Johannes Hevelius; Bearbeiterin und Herausgeberin des Prodromus astronomiae (Katalog über die Himmelspositionen von 1564 Sternen) |
| Christoph Arnold                      | 1650                   | 1695           | Kometenentdecker; Beobachter des Merkurtransits vom 31. Oktober 1690 |
| 18. Jahrhundert                       |                        |                | |
| Friedrich Madeweis                    | 1648                   | 1705           | Redux apparitio novi cometae 1680 et 1681 (1681) |
| Georg Christoph Eimmart               | 1638                   | 1705           | Gründer der ersten Nürnberger Sternwarte, Mathematiker und Kupferstecher |
| Maria Clara Eimmart                   | 1676                   | 1707           | Astronomin in Nürnberg, Tochter von Georg Christoph Eimmart, fertigte astronomische Zeichnungen |
| Detlev Clüver                         | 1645                   | 1708           | Tabulae astronomicae in R. Moses Maimonides librum de consecratione calendarum et ratione intercalandi (1708) |
| Gottfried Kirch                       | 1639                   | 1710           | Kalendermacher und Königlicher Astronom in Berlin |
| Bernhard Friedrich von Krosigk        | 1656                   | 1714           | Geheimrat und Betreiber astronomischer Studien; errichtete Sternwarten in Poplitz, Berlin, Archangelsk und Südafrika |
| Johann Heinrich Hoffmann              | 1669                   | 1716           | königlicher Astronom in Berlin |
| Johann Justus Bode                    | um 1676                | 1719           | Astronom und Mathematiker in Coburg, Erfinder des Instrumentum universale Uranoscopico-horologico-geometricum |
| Maria Margaretha Kirch                | 1670                   | 1720           | Astronomin in Berlin |
| Constantin Gabriel Hecker             | 1670                   | 1721           | Astronom und Kalendermacher in Danzig |
| Johann Christoph Müller               | 1673                   | 1721           | Observatio de transitu Mercurii sub sole (1698) |
| Hans Jakob Fäsi                       | 1664                   | 1722           | Mathematiker, Astronom und Verfertiger von Astrolabien |
| Paul Pater                            | 1656                   | 1724           | Professor in Thorn |
| Johann Philipp von Wurzelbau          | 1651                   | 1725           | Astronom in Nürnberg |
| Georg Heinrich Rast                   | 1695                   | 1726           | Arbeiten über Sternbedeckungen; Dissertatio astronomica de linea meridiana (1716) |
| Johann Leonhard Rost                  | 1688                   | 1727           | Astronom in Nürnberg |
| Lothar Zumbach von Koesfeld           | 1661                   | 1727           | Astronom in Leiden und Kassel; Konstrukteur von astronomischen Demonstrationsgeräten (Planetolabium) |
| Johann Heinrich Müller                | 1671                   | 1731           | Leiter der Sternwarte in Nürnberg |
| Christian Sahme                       | 1663                   | 1732           | Abhandlungen über die Erdgestalt, Berechnung der Finsternisse und Bedeckungen eines Sternes durch den Mond |
| Johannes Gaupp                        | 1667                   | 1738           | Pfarrer in Lindau, Gnomonica Mechanica Universalis (1720) |
| Christfried Kirch                     | 1694                   | 1740           | Direktor der Berliner Sternwarte; Observationes astronomicae selectiores in observatorio regio Berolinensi habitae (1730) |
| Johann Beyer                          | 1673                   | 1751           | Tischler und Astronom in Hamburg |
| Johann Jakob Marinoni                 | 1676                   | 1755           | kaiserlicher Hofmathematiker in Wien; erbaute die erste Wiener Sternwarte |
| Thomas Spleiß                         | 1705                   | 1775           | Astronom in Schaffhausen |
| Johann Friedrich Weidler              | 1691                   | 1755           | Institutiones mathematicae (1718) |
| Georg Rothe                           | 1691                   | 1758           | Astronom in Görlitz; Gesammelte Cometen-Bibliothec Oder vertraute Unterredungen über den im Jahr 1744 erschienenen Cometen (1746) |
| Basilius Christian Bernhard Wiedeburg | 1722                   | 1758           | Arbeiten über die Jahresparallaxe der Erde und die Fortpflanzung des Lichtes |
| August Nathanael Grischow             | 1726                   | 1760           | Direktor der alten Berliner Sternwarte, danach Professor in Sankt Petersburg |
| Georg Matthias Bose                   | 1710                   | 1761           | Physiker und Astronom in Wittenberg |
| Andreas Gschwandter                   | 1696                   | 1762           | Erotemata physico-astronomica de cometis, anno 1744 |
| Tobias Mayer                          | 1723                   | 1762           | Libration des Mondes; genaue Tabellen zur Position des Mondes, was die astronomische Lösung des Längenproblems ermöglichte |
| Johann Wilhelm Gehler                 | 1696                   | 1765           | Bürgermeister und Astronom in Görlitz |
| Friedrich Koes                        | 1684                   | 1766           | Mathematiker und Astronom in Kiel; Schriften über Kalenderfragen und Sonnen- beziehungsweise Mondfinsternisse |
| Johann Bernhard Wiedeburg             | 1687                   | 1766           | (teil theologisch unterfütterte) Schriften über Kometen |
| Christoph Siegmund Schumacher         | 1704                   | 1768           | Verbessertes astronomisches Jahr- und Tagebuch auf das Jahr 1763 (1763) |
| Gottfried Heinsius                    | 1709                   | 1769           | Professor der Astronomie in St. Petersburg und Leipzig; Mond-, Sonnen- und Saturnbeobachtungen |
| Christoph Langhansen                  | 1691                   | 1770           | Berichte über die Sonnenfinsternisse 1720 und 1734; Schriften zur Schiefe der Ekliptik, sphärischen Gestalt der Erde, Parallaxenrechnung und über ein am 17. März 1716 beobachtetes ungewöhnliches Nordlicht                                             |
| August von Hallerstein                | 1703                   | 1774           | Jesuit und Missionar in China, Leiter des Kaiserlichen Astronomieamts in Peking |
| Georg Moritz Lowitz                   | 1722                   | 1774           | Leiter der Göttinger Sternwarte; Professor für Astronomie in Sankt Petersburg |
| Johann Andreas von Segner             | 1704                   | 1777           | Astronomische Vorlesungen (1775) |
| Johann Albrecht Klein                 | 1698                   | 1778           | Astronom in Grimma |
| Joseph Stepling                       | 1716                   | 1778           | Professor am Clementinum in Prag und Leiter der dortigen Sternwarte |
| Michael Adelbulner                    | 1702                   | 1779           | Herausgeber des Mitteilungsblatts zur Förderung der Astronomie |
| Johann Kies                           | 1713                   | 1781           | Professor für Mathematik und Physik und Astronom in Berlin |
| Christine Kirch                       | 1697                   | 1782           | Astronomin in Berlin |
| Johann Jakob Rau                      | 1715                   | 1782           | Kurze Anleitung zur Kenntniß und zum Gebrauch der Himmels- und Erdkugel (1756) |
| Christian Mayer                       | 1719                   | 1783           | Professor in Heidelberg und kurfürstlicher Hofastronom; Arbeiten über Doppelstern |
| Johann Georg Palitzsch                | 1723                   | 1788           | entdeckte 1758 die von Edmond Halley vorhergesagte Rückkehr des Halleyschen Kometen und 1761 die Atmosphäre der Venus |
| Johann Ernst Basilius Wiedeburg       | 1733                   | 1789           | Arbeiten über Sternbilder, Polarlichter und Sonnenflecken |
| Philipp Matthäus Hahn                 | 1739                   | 1790           | Konstrukteur astronomischer Uhren und Instrumente |
| Lampert Hinrich Röhl                  | 1724                   | 1790           | Einrichtung der Greifswalder Sternwarte |
| Peter Ungeschick                      | 1760                   | 1790           | Leiter der Sternwarte in Mannheim |
| Placidus Fixlmillner                  | 1721                   | 1791           | Direktor der Sternwarte Kremsmünster |
| Maximilian Hell                       | 1720                   | 1792           | Jesuit und Direktor der Universitätssternwarte Wien; Ephemerides astronomicae ad meridianum Vindobonensem |
| Anton Pilgram                         | 1730                   | 1793           | Ephemerides astronomicae ad meridianum Vindobonensem (1769ff); Disquisitio de parallaxi solis (1774) |
| David Naudé                           | 1720                   | 1794           | astronomischer Rechner und Observator an der Berliner Akademie der Wissenschaften |
| Johann Wilhelm Wallot                 | 1743                   | 1794           | Solstitialbeobachtungen zur Bestimmung der Veränderlichkeit der Ekliptikschiefe |
| Johann Matthias Matsko                | 1721                   | 1796           | Leiter der Sternwarte in Kassel |
| Johann Jakob Huber                    | 1733                   | 1798           | Direktor der Berliner Sternwarte; Arbeiten zur Uhrentechnik |
| Gotthilf Christian Reccard            | 1735                   | 1798           | Astronom in Königsberg |
| Joseph Liesganig                      | 1719                   | 1799           | Gradmessung im Wiener Meridian |